# كاترين أرنولد
كاترين أرنولد (بالإنجليزية: Catherine Arnold)‏ هي دبلوماسية بريطانية، ولدت في 10 نوفمبر 1978 في بوسان في كوريا الجنوبية.